# Головин, Борис Николаевич
Бори́с Никола́евич Голови́н (16 июля 1916, Зарайск — 1 января 1984, Горький) — советский лингвист. Доктор филологических наук, профессор. Заслуженный деятель науки РСФСР. В 1961—1984 годах — заведующий кафедрой русского языка и общего языкознания Горьковского государственного университета им. Н. И. Лобачевского. Входил в состав Экспертного совета по присуждению научных степеней ВАК по русскому языку и общему языкознанию.

## Биография
Окончил Московский государственный педагогический институт им. В. И. Ленина. Участник Великой Отечественной войны, ушёл добровольцем на фронт, прошёл всю войну, был ранен.
После войны окончил аспирантуру под руководством академика В. В. Виноградова, защитив в 1949 году кандидатскую диссертацию «Проблемы взаимодействий лексических и грамматических значений в приставочных видовых формах современного русского глагола». По окончании аспирантуры был направлен в Вологодский педагогический институт, где до 1958 года заведовал кафедрой русского языка. Далее по рекомендации В. В. Виноградова переехал в Горький, где стал преподавать в Горьковском государственном университете им. Н. И. Лобачевского, а в 1961 году возглавил кафедру русского языка и общего языкознания, которой руководил до самой смерти. В 1966 году защитил докторскую диссертацию «Приставочное внутриглагольное словообразование в современном русском литературном языке» (в 2 томах).
Похоронен на Бугровском кладбище Нижнего Новгорода.

### Семья
- Супруга: Головина Алефтина Евстигнеевна (филолог).
- Сыновья: Головин Дмитрий Борисович и Головин Вадим Борисович (филологи).
- Внуки: Головин Владислав Дмитриевич[3], Головина Вероника Вадимовна (филолог).

## Научное наследие
Основатель горьковской школы в лингвистике. Создал направление, связанное с вероятностно-статистическим изучением стилей языка и стилей речи. Специалист по общему и русскому языкознанию (словообразование, морфология, синтаксис), культуре речи (под его руководством была впервые создана учебная программа вузовского курса «Основы культуры речи»).

### Научные воззрения
Лингвистические воззрения Б. Н. Головина опирались на традиции отечественной науки, идеи Д. Н. Овсянико-Куликовского, А. А. Потебни, И. А. Бодуэна де Куртене, А. А. Шахматова, Л. В. Щербы, А. М. Пешковского и, прежде всего, его учителя В. В. Виноградова.

Итак, язык — «чёрный ящик», он не поддаётся непосредственному наблюдению. Трудно поверить, что все это говорится всерьёз и от имени науки — надо думать, и отечественной. От Ломоносова до Виноградова можно назвать имена многих выдающихся филологов и лингвистов, для которых азбучной истиной было признание реальности и наблюдаемости языка, его единиц, категорий, связей и отношений между ними. И разве не единицы и категории языка описываются в толковых словарях и грамматиках? Разве не языковые реальности осмысливаются и показываются в труде В. В. Виноградова «Русский язык»? Конечно, никакое индивидуальное «лингвистическое сознание» не может охватить систему языка в целом… Но ведь это не может служить основанием для утверждения о ненаблюдаемости самого языка, который, кстати, стоит не «за» речью, а находится в ней, образует её.
В системе общетеоретических представлений Б. Н. Головина наиболее важными являются следующие:
- Чёткое видение всех составляющих системы словесной коммуникации, их строгое терминирование
- Понимание языка и речи как двух коммуникативных состояний «механизма общения»
- Определение объекта лингвистики на основе чёткого разграничения языкового и неязыкового в системе словесной коммуникации
- Разграничение языкового значения и неязыкового смысла и признание нелингвистичности текста как следствие этого разграничения
- Понимание языка как функционирующей системы, то есть включение понятия системности в понятие функциональности и наоборот
- Понимание знаковости как важнейшего функционального свойства языковых единиц всех уровней
- Понимание языка как «системы систем» не только в плане его организации (уровней языка), но и в плане его функционирования (формы существования языка, функциональные стили и др.)

### Основные работы
Автор около 150 публикаций.
- Головин Б. Н. Язык и статистика. — М.: Просвещение, 1970. — 190 с.
- Головин Б. Н. Лингвистические термины и лингвистические идеи // Вопросы языкознания. 1976, № 3.
- Березин Ф. М., Головин Б. Н. Общее языкознание. М., 1979
- Головин Б. Н. Введение в языкознание. Учебное пособие для студентов филологических спец. педвузов. 4-е изд. М.: Высшая школа, 1983. — 231 с 5-е изд., стер. 2005. — 231 стр. — ISBN 5-354-01090-X
- Головин Б. Н. Основы культуры речи. М., 1980, 2-е изд. 1988.
- Головин Б. Н. Как говорить правильно: заметки о культуре русской речи. М., 1988 (3-е изд.)